# Hilara simplicipes
Hilara simplicipes är en tvåvingeart som beskrevs av Gabriel Strobl 1892. Hilara simplicipes ingår i släktet Hilara och familjen dansflugor. Inga underarter finns listade i Catalogue of Life.